# Nao (作曲家)
nao（なお、1980年12月13日 - ）は、日本の作曲家、編曲家、音楽プロデューサー。本名：菅原 直洋（すがわら なおひろ）。東京都北区出身。現妻は日本酒の通信販売を行う株式会社日本酒にしようCEOの高岡麻彩。過去に2度の結婚歴を有する。

## 略歴
- 1993年4月 - 私立海城中学校に入学[4]。
- 1996年
  - 3月 - 私立海城中学校を卒業。
  - 4月 - 私立海城高等学校に進学。
- 1999年3月 - 私立海城高等学校を卒業。
- 2000年4月 - 成蹊大学に入学。
- 2002年
  - 川嶋あい (ai) とI WiSH（アイウィッシュ）を結成。
  - 10月 -『明日への扉』がフジテレビ系「あいのり」の主題歌に採用される。
- 2003年2月14日 - ファーストシングル『明日への扉』でSME Recordsより正式メジャーデビュー。ミリオンセラーを記録する。
- 2004年3月 - 成蹊大学を卒業。
- 2005年3月24日 - アルバム『WISH』のリリースをもってI WiSHを解散[5]。以後は川嶋あいのサウンドディレクターを担当しつつ作曲家・編曲家としての活動を本格的に開始する。
- 2011年 - 前々妻の歌手asと死別[6]。
- 2015年4月13日 - 元ものまねタレント おかもとまりと結婚。第1子妊娠も同時に発表。8月22日に男児出産。
- 2020年
  - 3月4日 - 2018年におかもとまりと離婚していたことをnaoが発表。
  - 6月12日 - 株式会社日本酒にしようCEOの高岡麻彩との結婚を自身のSNSにて発表[1]。
  - 8月5日 - 高岡麻彩との間に男児が誕生[7]。
- 2022年3月1日 - 株式会社官民連携事業研究所の広報戦略アンバサダーに就任[8]。
- 2023年2月14日 - aiとI WISHとして15年ぶりの新曲「スノードーム」をリリースし、同日に行われたaiのライブにスペシャルゲストとして出演した[9]。

## 主な参加作品

### 川嶋あい関連
- 川嶋あいのサウンドディレクターとして作品全般を監修。

### プロデュース
- erica - 総合プロデュース、楽曲提供
- GIRL'S HORIZON - 運営

### 楽曲提供
- as『タイムカプセル』（シングル『タイムカプセル』収録 2005年2月23日発売、品番：YRCN-10079 (R&C)）
- 中孝介『ホノホシの風』（ミニアルバム『なつかしゃのシマ』収録 2006年10月11日、品番：ESCL-2868 (Epic Records Japan)）
- IKU『ハルカナセカイ』（アルバム『ユアウエア』収録 2009年3月25日、品番：GNCL-1199 (Geneon)）
- ニンテンドーDS『地球の歩き方DS』主題曲
- 柳明菜監督作品『今日という日が最後なら』主題歌
- 甲斐名都『同じ空を見上げてる』（シングル『同じ空を見上げてる』収録 2009年7月29日、品番：NFCD-27188 (tearbridge records) ※ディズニーアニメ映画「ボルト」エンディング・テーマ）
- 熱田久美『About You 』『Let's go』（シングル『About You』収録 2010年3月3日、品番：RKCP-5221（ローヴィング・スピリッツ））
- 松本千明『Affection』『Colors』（シングル『Affection 〜愛情〜』収録 2010年3月3日、品番：RKCP-5222（ローヴィング・スピリッツ））
- 兵庫ケンイチ『夢あきらめないで』（シングル『夢あきらめないで』収録 2010年9月22日発売、品番：TRNW-0019（つばさレコーズ））
- 牧野由依『二度目のハツコイ』（アルバム『ホログラフィー』収録 2011年7月6日発売、品番：ESCL-3694 (Epic Records Japan)）
- 清木場俊介 シン・ヘソン『永遠（とわ）に・・・』（アルバム『I Believe』収録 2011年10月5日発売、品番：POCE-32006 (Universal Music)）
- Daybreakers『Return To ZERO』・星村麻衣『DAYS』
  - （アルバム『Return To ZERO』収録 2011年10月5日発売、品番：YZSM-10002 (ROYAL RECORDS) - 参加アーティスト：相川七瀬 星村麻衣 中ノ森文子 折井あゆみ 海賊王 HISATO erica）
- 加賀谷はつみ
  - 『8合目Love』『赤いパンプス』『会いたいよ』
    - （アルバム『シンガーソングハイカー』収録 2013年10月16日発売、品番：WPCL-11475 (Warner Music Japan)）

### 編曲
- 星村麻衣
  - 『桜日和』（シングル『桜日和』収録 2007年3月7日発売、品番：SECL-486 (SME Records)）
  - 『瞬間、ストロボ。』（シングル『瞬間、ストロボ。』収録 2007年5月30日発売、品番：SECL-499 (SME Records)）
  - 『IT’S ALL COMING BACK TO ME NOW』（コンピレーション・アルバム『Tribute To Celine Dion』収録 2007年9月26日発売、品番：SICP-1565 (Sony Music Japan International)）
- 佐香智久『大丈夫』（シングル『愛言葉』収録 2012年3月28日発売、品番：SECL-1095 (SME Records)）

## メディア活動

### テレビ
- MXTV『ガリンペイロ』（2007年4月6日 - 2008年3月28日）
- 日本テレビ『歌スタ!!』（2008年4月 - 2010年3月）
- DLTV（大連電視台）『Fashion GIRL』（2012年11月放送）
- CCTV（中国中央電視台）『早朝報道』特集報道（2012年9月放送）

### ラジオ
- ニッポン放送 『ENEOSプレゼンツ あさナビ』（2022年7月25日 - 29日）[10]

## その他の実績
- 中国（大連）服飾紡績博覧会2011（大連ガールズコレクション）- 日本サイドのプロデューサーとして参加[11]